# U.S. National Championships 1961
Gli U.S. National Championships 1961 (conosciuti oggi come US Open) sono stati l'81ª edizione degli U.S. National Championships e quarta prova stagionale dello Slam per il 1961. I tornei di singolare e doppio misto si sono disputati al West Side Tennis Club nel quartiere di Forest Hills di New York, quelli di doppio maschile e femminile al Longwood Cricket Club di Chestnut Hill, negli Stati Uniti.
Il singolare maschile è stato vinto dall'australiano Roy Emerson, che si è imposto sul connazionale Rod Laver col punteggio di 7–5, 6–3, 6–2. Il singolare femminile è stato vinto dalla statunitense Darlene Hard, che ha battuto in finale la britannica Ann Haydon Jones. Nel doppio maschile si sono imposti Chuck McKinley e Dennis Ralston. Nel doppio femminile hanno trionfato Darlene Hard e Lesley Turner. Nel doppio misto la vittoria è andata a Margaret Smith, in coppia con Bob Mark.

## Seniors

### Singolare maschile
Roy Emerson ha battuto in finale  Rod Laver con il punteggio di 7–5, 6–3, 6–2.

### Singolare femminile
Darlene Hard ha battuto in finale  Ann Haydon Jones con il punteggio di 6–3, 6–4.

### Doppio maschile
Chuck McKinley /  Dennis Ralston hanno battuto in finale  Rafael Osuna /  Antonio Palafox con il punteggio di 6–3, 6–4, 2–6, 13–11.

### Doppio femminile
Darlene Hard /  Lesley Turner hanno battuto in finale  Edda Buding /  Yola Ramírez con il punteggio di 6–4, 5–7, 6–0.

### Doppio misto
Margaret Smith /  Bob Mark hanno battuto in finale  Darlene Hard /  Dennis Ralston con il punteggio di 6–3, 6–2.